# Palacio de Litomyšl
El palacio de Litomyšl es uno de los palacios  renacentistas más grandes de la República Checa. Es propiedad del Estado checo. Está ubicado en el centro de la ciudad de Litomyšl y fue declarado Patrimonio de la Humanidad por la UNESCO en 1999. El palacio de Litomyšl es un ejemplo destacado del palacio de arcadas, un tipo de edificio desarrollado por primera vez en Italia y modificado en las tierras checas para crear una forma evolucionada de calidad arquitectónica especial. A este castillo se le añadieron elementos del alto barroco en el siglo XVIII.

## Historia
La ciudad de Litomyšl se desarrolló en el siglo XIII en la ruta comercial entre Bohemia y Moravia. En 1568, comenzaron los trabajos de construcción del castillo, supervisados por Jan Baptista Avostalis y su hermano Oldřich. Para 1580, la mayor parte del edificio había sido construido.  El castillo fue propiedad de la prestigiosa familia Pernštejn desde 1567 hasta la muerte del último miembro de la casa, Frebonie, en 1646. El famoso compositor checo Bedřich Smetana nació en 1824 en la Cervecería, un edificio anexo al castillo.
A fines del siglo XVIII, el interior del castillo y los terrenos fueron rediseñados en un estilo barroco tardío y aún se conservan en la actualidad.

## Descripción
El castillo en sí tiene tres pisos y tiene cuatro alas dispuestas asimétricamente. La más grande es el ala oeste, mientras que la más pequeña es el ala sur, una galería porticada de dos pisos, que cierra un patio cuadrado. Alrededor de este patio continúan los arcos y bóvedas de crucería. El ala oriental contiene la capilla del castillo, y el ala occidental contiene un teatro, con la decoración del escenario, la maquinaria y el auditorio conservados intactos..
Además del castillo, hay varios edificios auxiliares, como la Cervecería, que se encuentra al sur del patio exterior más grande y que fue diseñada originalmente con decoraciones esgrafiadas para complementar el castillo. Tras un incendio en 1726, fue remodelada por el famoso arquitecto barroco František Maxmilián Kaňka. En el recinto del castillo hay también un parque de estilo inglés y un pabellón barroco.